# Liste der Baudenkmäler in Riedbach
Auf dieser Seite sind die Baudenkmäler in der unterfränkischen Gemeinde Riedbach zusammengestellt. Diese Tabelle ist eine Teilliste der Liste der Baudenkmäler in Bayern. Grundlage ist die Bayerische Denkmalliste, die auf Basis des Bayerischen Denkmalschutzgesetzes vom 1. Oktober 1973 erstmals erstellt wurde und seither durch das Bayerische Landesamt für Denkmalpflege geführt wird. Die folgenden Angaben ersetzen nicht die rechtsverbindliche Auskunft der Denkmalschutzbehörde.
 Diese Liste gibt den Fortschreibungsstand vom April 2022 wieder.

## Baudenkmäler nach Gemeindeteilen

### Humprechtshausen
| Lage                                                            | Objekt                                        | Beschreibung | Akten-Nr.     | Bild                      |
| --------------------------------------------------------------- | --------------------------------------------- | --- | ------------- | ------------------------- |
| Am Dürrnbach; westlich des Dorfs (Standort)                     | Bildstock                                     | Kompositsäule auf Sockel mit Kartusche, geschwungener Aufsatz mit Kreuzigung und heiliger Barbara, Sandstein, spätbarock, um 1760/80                       | D-6-74-153-10 | Bildstock                 |
| Berg (Standort)                                                 | Friedhofskreuz                                | Inschriftsockel, bezeichnet „1848“ | D-6-74-153-7  | BW                        |
| Bergstraße 3; nördlicher Ortsausgang (Standort)                 | Wegkreuz                                      | Viernageltypus auf Inschriftsockel, Sandstein, neugotisch, bezeichnet „1892“                                                                               | D-6-74-153-8  | weitere Bilder            |
| Hauptstraße 1 (Standort)                                        | Wohnhaus                                      | Zweigeschossiges und giebelständiges Halbwalmdachhaus mit Fachwerkobergeschoss, bezeichnet „1783“                                                          | D-6-74-153-2  | weitere Bilder            |
| Hauptstraße 26 (Standort)                                       | Katholische Kuratiekirche St. Maria Magdalena | Saalbau mit Satteldach und Chorturm mit Spitzdach, Werksteingliederungen, Turm nachgotisch, 16. Jahrhundert, Langhaus klassizistisch 1818; mit Ausstattung | D-6-74-153-1  | weitere Bilder            |
| Hauptstraße 29 (Standort)                                       | Wohnhaus                                      | Zweigeschossiger und giebelständiger Satteldachbau mit Fachwerkobergeschoss, Giebelfachwerk bezeichnet „1746“                                              | D-6-74-153-4  | weitere Bilder            |
| Hennleinsweg; Rügheimer Weg (Standort)                          | Wegkreuz                                      | Dreinageltypus auf Inschriftsockel, Sandstein, neugotisch, bezeichnet „1904“                                                                               | D-6-74-153-12 | BW                        |
| Hinterbach; Richtung Kleinsteinach (Standort)                   | Wegkreuz                                      | Dreinageltypus auf konkavem Inschriftsockel, Sandstein, neubarock, um 1910/20                                                                              | D-6-74-153-13 | weitere Bilder            |
| In Humprechtshausen (Standort)                                  | Katholische Marienkapelle                     | Traufständiger Saalbau mit Satteldach, neugotisch bezeichnet 1881; mit Fassadenfigur und Ausstattung                                                       | D-6-74-153-56 | Katholische Marienkapelle |
| Johannesgasse 3 (Standort)                                      | Wohnhaus                                      | Eingeschossiges und giebelständiges Satteldachhaus mit Fachwerkgiebel Relief mit heiligem Georg eingemauert, 18. Jahrhundert                               | D-6-74-153-5  | weitere Bilder            |
| Kerbfelder Straße; an der Straße nach Stadtlauringen (Standort) | Bildstock                                     | Gefaster Pfeiler auf Inschriftsockel, Aufsatz mit Gekreuzigtem und Marienkrönung, Sandstein, neugotisch, bezeichnet „1875“                                 | D-6-74-153-11 | weitere Bilder            |
| Kreisstraße HAS 61 (Standort)                                   | Wegkreuz                                      | Dreinageltypus auf Inschriftsockel, Sandstein, neugotisch, bezeichnet „1898“                                                                               | D-6-74-153-9  | Wegkreuz                  |
| Nähe Hauptstraße (Standort)                                     | Wegkreuz                                      | Dreinageltypus auf Inschriftsockel, Sandstein, neugotisch, 1903                                                                                            | D-6-74-153-3  | weitere Bilder            |
| Schulgasse 2 (Standort)                                         | Wohnhaus                                      | Traufständiger Frackdachbau mit Mansardhalbwalmdach und Fachwerkobergeschoss in Ecklage, 18. Jahrhundert                                                   | D-6-74-153-6  | weitere Bilder            |
| Windenleite; an der Straße nach Reichmannshausen (Standort)     | Wegkreuz                                      | Viernageltypus auf Inschriftsockel, Sandstein, 1948 | D-6-74-153-61 | Wegkreuz                  |

### Kleinmünster
| Lage                          | Objekt                                      | Beschreibung | Akten-Nr.     | Bild           |
| ----------------------------- | ------------------------------------------- | --- | ------------- | -------------- |
| Altdorf 5 (Standort)          | Scheune                                     | Giebelständiger Fachwerkbau mit Satteldach und geometrischem Kratzputz, rückwärtig massiv, bezeichnet „1884“                                                         | D-6-74-153-18 | Scheune        |
| Altdorf 6 (Standort)          | Bauernhof, Wohnhaus                         | Zweigeschossiger giebelständiger Satteldachbau mit Kniestock und Fachwerkobergeschoss, 18. Jahrhundert und um 1870                                                   | D-6-74-153-64 | weitere Bilder |
| Altdorf 6 (Standort)          | Bauernhof, zugehörige Scheune               | Fachwerk, 19. Jahrhundert | D-6-74-153-64 | BW             |
| Altdorf 6 (Standort)          | Bauernhof, Hofpforte                        | Rustzierte Pfeiler mit Gebälk und Aufsätzen, Sandstein, klassizistisch, bezeichnet „1810“                                                                            | D-6-74-153-64 | weitere Bilder |
| Altdorf 9 (Standort)          | Evangelisch-lutherische Kirche St. Salvator | Saalbau mit Satteldach und Chorturm mit Zwiebelhaube, Sandsteingliederungen, über dem Eingang sächsisches Wappen, bezeichnet „1688“; 1877 renoviert; mit Ausstattung | D-6-74-153-14 | weitere Bilder |
| Altdorf; Altdorf 8 (Standort) | Bauernhaus                                  | Eingeschossiger und giebelständiger Satteldachbau mit Zierfachwerkgiebel, Erdgeschoss Sandsteinquader, erste Hälfte 18. Jahrhundert                                  | D-6-74-153-17 | Bauernhaus     |
| Altdorf; Altdorf 8 (Standort) | Hofpforte                                   | Rustizierte Pfeiler mit geradem Gebälk und Aufsätzen, bezeichnet „1810“                                                                                              | D-6-74-153-17 | Hofpforte      |
| Am Bach 1 (Standort)          | Hofpforte                                   | Pfeiler mit Waffelmuster und Stichbogengebälk, Sandstein, bezeichnet „1863“                                                                                          | D-6-74-153-62 | Hofpforte      |
| Reitbachgasse 1 (Standort)    | Wohnhaus                                    | Zweigeschossiger Halbwalmdachbau, Zwerchhaus mit Walmdach, Fachwerkobergeschoss, 18./19. Jahrhundert                                                                 | D-6-74-153-16 | weitere Bilder |
| Reitbachgasse 3 (Standort)    | Wohnhaus, ehemaliges Bauernhaus             | Eingeschossiger und giebelständiger Satteldachbau mit Fachwerkgiebel, 18. Jahrhundert, mit Hoflaube, bezeichnet „1846“                                               | D-6-74-153-63 | weitere Bilder |
| Sonnenhügel 1 (Standort)      | Katholische Filialkirche St. Margareta      | Saalbau mit eingezogenem Chor und Satteldach mit Dachreiter, neugotisch, 1865; mit Ausstattung                                                                       | D-6-74-153-15 | weitere Bilder |

### Kleinsteinach
| Lage                                                        | Objekt                                    | Beschreibung | Akten-Nr.     | Bild           |
| ----------------------------------------------------------- | ----------------------------------------- | --- | ------------- | -------------- |
| Am Kirchplatz 1 (Standort)                                  | Katholische Filialkirche St. Bartholomäus | Saalbau mit Satteldach, Giebelreiter und Lisenengliederung aus Sandstein, neugotisch, 1854; mit Ausstattung                                                 | D-6-74-153-19 | weitere Bilder |
| Am Kirchplatz 3 (Standort)                                  | Ehemaliges Wohnhaus                       | Zweigeschossiger und giebelständiger Satteldachbau mit Fachwerkobergeschoss und Scheunenanbau, Erdgeschoss Quadermauerwerk, Sandstein, Ende 17. Jahrhundert | D-6-74-153-21 | weitere Bilder |
| Herrenholz; westlich des Dorfes, am Hang gelegen (Standort) | Jüdischer Friedhof                        | Am Hang gelegen, der ältere Teil bewaldet, mit 1004 Grabsteinen, Anlage des 16. Jahrhunderts, 1596–1942 belegt                                              | D-6-74-153-24 | weitere Bilder |
| Herrenholz (Standort)                                       | Leichenwaschhaus                          | Im Südosteck Taharahaus, eingeschossiger Walmdachbau, 18. Jahrhundert                                                                                       | D-6-74-153-24 | weitere Bilder |
| Nähe Obere Dorfstraße (Standort)                            | Friedhofskreuz                            | Dreinageltypus auf Inschriftsockel, Sandstein, neugotisch, bezeichnet „1892“                                                                                | D-6-74-153-23 | Friedhofskreuz |
| Nähe Obere Dorfstraße (Standort)                            | Kreuzschlepper                            | Auf Sockel mit Relief des Guten Hirten, Sandstein, spätbarock, bezeichnet „1770“                                                                            | D-6-74-153-23 | Kreuzschlepper |
| Nähe Schloßhügel; westlich des Dorfes (Standort)            | Bildstock                                 | Kompositsäule auf gebauchtem Sockel, Aufsatz mit Kreuzigung Marienkrönung, Sandstein, spätbarocker Klassizismus, um 1760/80                                 | D-6-74-153-26 | Bildstock      |
| Nähe Untere Dorfstraße (Standort)                           | Hoftor                                    | Pfeiler mit geradem Gebälk und Aufsätzen, Sandstein, bezeichnet „1850“, mit Madonnenfigur, Sandstein, neugotisch, Ende 19. Jahrhundert                      | D-6-74-153-57 | weitere Bilder |
| Obere Dorfstraße 8 (Standort)                               | Wohnhaus, ehemaliger Gasthof Wagenhäuser  | Zweigeschossiger und giebelständiger Krüppelwalmdachbau mit Fachwerkobergeschoss, geschnitzte Ecksäule, bezeichnet „1792“                                   | D-6-74-153-22 | weitere Bilder |
| Sauleite; südlich des Dorfes (Standort)                     | Wegkreuz                                  | Dreinageltypus auf Inschriftsockel, Sandstein, neugotisch, bezeichnet „1873“, erneuert 1952                                                                 | D-6-74-153-25 | Wegkreuz       |
| Untere Dorfstraße 6 (Standort)                              | Wohnhaus                                  | Eingeschossiger und giebelständiger gestelzter Fachwerkbau mit Drittelwalmdach, zweite Hälfte 18. Jahrhundert                                               | D-6-74-153-20 | weitere Bilder |
| Untere Dorfstraße 6 (Standort)                              | Nebengebäude                              | Eingeschossiger Satteldachbau, 19. Jhd. | D-6-74-153-20 | BW             |

### Kreuzthal
| Lage                                                    | Objekt                                                             | Beschreibung | Akten-Nr.     | Bild                                                               |
| ------------------------------------------------------- | ------------------------------------------------------------------ | --- | ------------- | ------------------------------------------------------------------ |
| Aidhäuser Weg (Standort)                                | Friedhofskreuz                                                     | Dreinageltypus auf Inschriftsockel, Sandstein, neugotisch, bezeichnet „1870“ | D-6-74-153-30 | Friedhofskreuz                                                     |
| Dorfplatz 1 (Standort)                                  | Wohnstallhaus                                                      | Eingeschossiger und giebelständiger Fachwerkbau mit Satteldach, bezeichnet „1787“ | D-6-74-153-58 | Wohnstallhaus                                                      |
| Dorfplatz 5 (Standort)                                  | Ehemaliges Forstgehöft der Universitätsstiftung Würzburg, Wohnhaus | Zweigeschossiger Walmdachbau, zweite Hälfte 18. Jahrhundert; Nebengebäude, ehemaliger Stall mit Remise, eingeschossiger Satteldachflügel mit Hausteingliederungen und Fachwerkgiebel, Scheune, Massivbau mit Walmdach, 18./19. Jahrhundert | D-6-74-153-59 | Ehemaliges Forstgehöft der Universitätsstiftung Würzburg, Wohnhaus |
| Dorfplatz 5 (Standort)                                  | Hofmauer                                                           | Quadermauerwerk, Torpfosten mit Wappen, Sandstein, 19. Jahrhundert | D-6-74-153-59 | Hofmauer                                                           |
| Dorfplatz 7 (Standort)                                  | Katholische Filialkirche Hl. Kreuz                                 | Saalbau mit eingezogenem Polygonalchor und Satteldach, verschieferter Dachreiter mit Zwiebelhaube, profilierte Fensterrahmen, 17. Jahrhundert; mit Ausstattung                                                                             | D-6-74-153-27 | weitere Bilder                                                     |
| Haßfurter Weg 1 (Standort)                              | Wohnhaus                                                           | Eingeschossiger und giebelständiger Mansardhalbwalmdachbau mit traufseitiger Hoflaube, 18. Jahrhundert | D-6-74-153-28 | Wohnhaus                                                           |
| Haßfurter Weg; Schweinfurter Straße; im Dorf (Standort) | Bildstock                                                          | Säule auf Inschriftsockel, Aufsatz mit Marienkrönung und 14 Nothelfern, Sandstein, klassizistisch, bezeichnet „1837“ | D-6-74-153-29 | Bildstock                                                          |
| (Standort)                                              | Gedenkstein, sogenannter Mordstein                                 | Inschriftstein mit Reliefdarstellung und profiliertem Rand, Sandstein, nach 1811 | D-6-74-153-31 | Gedenkstein, sogenannter Mordstein                                 |

### Mechenried
| Lage                                                                            | Objekt                                      | Beschreibung | Akten-Nr.     | Bild           |
| ------------------------------------------------------------------------------- | ------------------------------------------- | --- | ------------- | -------------- |
| Brühl; an der Straße nach Rügheim (Standort)                                    | Wegkreuz                                    | Dreinageltypus auf Inschriftsockel, Sandstein, neugotisch, bezeichnet „1884“ und „1987“ (renoviert) | D-6-74-153-44 | Wegkreuz       |
| Brühl (Standort)                                                                | Bildstock                                   | Säule auf teilweise erneuertem Sockel, Aufsatz mit Beweinung und Schmerzensmann, Sandstein, klassizistisch, um 1800 | D-6-74-153-45 | Bildstock      |
| Hart (Standort)                                                                 | Bildstocksockel                             | Mit Inschrift, Sandstein, spätbarock, bezeichnet „1742“ | D-6-74-153-46 | weitere Bilder |
| Hartmühle 1 (Standort)                                                          | Bildstock                                   | Pfeilerschaft, Aufsatz mit Kreuzigung, Sandstein 1552; an der Rückseite der Wegkapelle | D-6-74-153-55 | Bildstock      |
| Hartmühle 1; am Weg zur Hartmühle (Standort)                                    | Wegkapelle                                  | Offenes Gehäuse mit Satteldach, 1907 | D-6-74-153-54 | weitere Bilder |
| Haßfurter Straße 2 (Standort)                                                   | Bauernhaus                                  | Eingeschossiges Fachwerkhaus mit Satteldach, um 1800 | D-6-74-153-66 | weitere Bilder |
| Haßfurter Straße 10 (Standort)                                                  | Wohnhaus                                    | Zweigeschossiger und giebelständiger Halbwalmdachbau mit Fachwerkobergeschoss, bez. 1833 | D-6-74-153-41 | Wohnhaus       |
| Haßfurter Straße 12 (Standort)                                                  | Wohnhaus                                    | Giebelständiges Fachwerkhaus mit Frackdach, 1801 | D-6-74-153-40 | Wohnhaus       |
| Haßfurter Straße; Kaulberg; Kleinsteinacher Straße; Raiffeisenstraße (Standort) | Wegkreuz                                    | Dreinageltypus auf Inschriftsockel, Sandstein, historistisch, bezeichnet „1856“ | D-6-74-153-43 | Wegkreuz       |
| Kehrlach (Standort)                                                             | Katholische Friedhofskapelle St. Petrus     | Saalbau mit eingezogenem halbrundem Chor, Satteldach und Dachreiter, Chor 13. Jahrhundert, barock mit Fachwerk erhöht, Langhaus bezeichnet „1710“, Dachreiter 1888; mit Ausstattung                                                                                    | D-6-74-153-34 | weitere Bilder |
| Kehrlach; Friedhof (Standort)                                                   | Grabmäler                                   | Inschriftstele mit Relieftondo des heiligen Georg, Sandstein, klassizistisch, 1857 | D-6-74-153-34 | Grabmäler      |
| Kehrlach; an der Friedhofskapelle (Standort)                                    | Grabmal                                     | Scheibenkreuz mit Trauernder auf Inschriftsockel, historistisch, Sandstein, 1929 | D-6-74-153-34 | Grabmal        |
| Kehrlach (Standort)                                                             | Friedhofskreuz                              | Dreinageltypus auf Inschriftsockel, Sandstein, klassizistisch, bezeichnet „1805“ | D-6-74-153-34 | Friedhofskreuz |
| Kehrlach (Standort)                                                             | Friedhofskreuz                              | Dreinageltypus auf Inschriftsockel, neugotisch, bezeichnet „1870“ | D-6-74-153-34 | Friedhofskreuz |
| Kehrlach (Standort)                                                             | Bildstock                                   | Sockel mit Relief des heiligen Sebastian, Tabernakelaufsatz auf zwei Pfeilern, Rückwand mit Kalvarienberg, Sandstein, spätbarock, um 1750–1760 | D-6-74-153-52 | Bildstock      |
| Kirchgasse 1 (Standort)                                                         | Katholische Pfarrkirche St. Nikolaus        | Saalbau mit Satteldach und Giebelfassade, Chorturm mit Zwiebelhaube und Laterne, Werksteingliederungen in Sandstein, Turm 16. Jh., Um- und Anbauten der Kirche im 17./18. Jh., Langhaus 1872; mit Ausstattung                                                          | D-6-74-153-32 | weitere Bilder |
| Nähe Raiffeisenstraße (Standort)                                                | Scharwachturm                               | Torturm der ehem. Kirchhofbefestigung; viergeschossiger Bau, Haubendach und Laterne, Sandstein, frühes 17. Jhd. | D-6-74-153-32 | weitere Bilder |
| Nähe Raiffeisenstraße (Standort)                                                | Befestigungsmauer                           | Im Westen Teile der Befestigungs- und Einfriedungsmauer, frühes 17. Jh. | D-6-74-153-32 | weitere Bilder |
| Nähe Raiffeisenstraße (Standort)                                                | Kriegerdenkmal                              | Im Süden Kriegerdenkmal für die Gefallenen des 2. Weltkriegs | D-6-74-153-32 | BW             |
| Kirchgasse 2 (Standort)                                                         | Wohnhaus                                    | Ehem. Pfarrhaus, zweigeschossiger und giebelständiger Satteldachbau mit Quadermauerwerk und Fachwerkobergeschoss, Sandstein, 18. Jh. | D-6-74-153-37 | weitere Bilder |
| Kirchgasse 2 (Standort)                                                         | Einfahrt                                    | Pfosten mit Profilsturz und Aufsätzen, Standbild heiliger Johann Nepomuk (aus Happertshausen), Sandstein, spätes 18. Jahrhundert | D-6-74-153-37 | weitere Bilder |
| Kirchgasse 2 (Standort)                                                         | Wohnhaus, ehemaliges Pfarrhaus              | Zweigeschossiger und giebelständiger Satteldachbau mit Quadermauerwerk und Fachwerkobergeschoss, Sandstein, 18. Jahrhundert Einfahrt, Pfosten mit Profilsturz und Aufsätzen, Standbild heiliger Johann Nepomuk (aus Happertshausen), Sandstein, spätes 18. Jahrhundert | D-6-74-153-37 | weitere Bilder |
| Kleinsteinacher Straße 2 (Standort)                                             | Toranlage                                   | Drei reliefierte Pfeiler mit geradem Gebälk und Vasenaufsätzen, Sandstein, klassizistisch, bezeichnet „1815“ | D-6-74-153-60 | weitere Bilder |
| Kreisstraße HAS 5 (Standort)                                                    | Bildstock                                   | Säule auf Inschriftsockel, Aufsatz mit Kreuzigung und heiliger Barbara, Sandstein, klassizistisch, 1788 | D-6-74-153-49 | Bildstock      |
| Melm (Standort)                                                                 | Wegkreuz                                    | Dreinageltypus mit trauernder Maria, auf Inschriftsockel, Sandstein, historistisch, bezeichnet „1857“ und „1978“ (renoviert) | D-6-74-153-48 | weitere Bilder |
| Nähe Sportplatzweg (Standort)                                                   | Bildstock                                   | Polygonalpfeiler auf profiliertem Sockel, Aufsatz mit Marienkrönung und heiligem Antonius von Padua, Sandstein, barock, erstes Viertel 18. Jahrhundert | D-6-74-153-47 | Bildstock      |
| Raiffeisenstraße 5 (Standort)                                                   | Wohnhaus                                    | Eingeschossiger und giebelständiger Satteldachbau mit Zierfachwerkgiebel, Sandsteinquader, um 1800 und 1870 | D-6-74-153-67 | weitere Bilder |
| Raiffeisenstraße 8 (Standort)                                                   | Rathaus                                     | Zweigeschossiger und traufständiger Satteldachbau, im 19. Jahrhundert aufgestockt, Portal mit Wappen des Fürstbischofs Julius Echter, Sandstein, bezeichnet „1614“ | D-6-74-153-38 | weitere Bilder |
| Raiffeisenstraße 10 (Standort)                                                  | Wohnhaus                                    | Gestelzter eingeschossiger und giebelständiger Fachwerkbau mit Mansardhalbwalmdach und traufseitiger Hoflaube, um 1800 | D-6-74-153-36 | weitere Bilder |
| Raiffeisenstraße 12 (Standort)                                                  | Standbild des heiligen Johannes von Nepomuk | Auf Inschriftsockel, Sandstein, bezeichnet „N. Diem 1796“, am Sockel „1891“ | D-6-74-153-42 | weitere Bilder |
| Raiffeisenstraße 14 (Standort)                                                  | Wohnhaus                                    | Ehemaliges Bauernhaus, eingeschossiges Fachwerkhaus mit Satteldach und Zierfachwerkgiebel, um 1700, um 1860/70 Erdgeschossaußenwände durch Sandsteinquaderwerk mit Stichbogenrahmungen ausgetauscht                                                                    | D-6-74-153-65 | weitere Bilder |
| Raiffeisenstraße 17 (Standort)                                                  | Bauernanwesen, Vierseithof: Wohnhaus        | Zweigeschossiges und traufständiges Fachwerkhaus mit Halbwalmdach und Zwerchhaus, bezeichnet „1750“ | D-6-74-153-35 | weitere Bilder |
| Raiffeisenstraße 17 (Standort)                                                  | Bauernanwesen, Vierseithof: Hoftor          | Eingeschossiger und traufständiger Satteldachbau mit Holztor | D-6-74-153-35 | weitere Bilder |
| Raiffeisenstraße 17 (Standort)                                                  | Bauernanwesen, Vierseithof: Stallanbau      | In Quadermauerwerk, Sandstein und Fachwerkgiebel, bezeichnet „1759“ | D-6-74-153-35 | weitere Bilder |
| Tiefental (Standort)                                                            | Wegkreuz                                    | Dreinageltypus auf Inschriftsockel, Sandstein, historistisch, 1921 | D-6-74-153-50 | Wegkreuz       |
| Zeil (Standort)                                                                 | Wegkreuz                                    | Dreinageltypus auf Inschriftsockel, Sandstein, klassizistisch, bezeichnet „1784“ und „1928“ (repariert) | D-6-74-153-53 | Wegkreuz       |

## Ehemalige Baudenkmäler
In diesem Abschnitt sind Objekte aufgeführt, die früher einmal in der Denkmalliste eingetragen waren, jetzt aber nicht mehr. Objekte, die in anderem Zusammenhang also z. B. als Teil eines Baudenkmals weiter eingetragen sind, sollen hier nicht aufgeführt werden. Aktennummern in diesem Abschnitt sind ehemalige, jetzt nicht mehr gültige Aktennummern.

| Lage                                                    | Objekt          | Beschreibung                     | Akten-Nr.     | Bild |
| ------------------------------------------------------- | --------------- | -------------------------------- | ------------- | ---- |
| Mechenried Kehrlach; an der Friedhofskapelle (Standort) | Grabmäler       | 1857 und 1929                    | D-6-74-153-51 | BW   |
| Mechenried Kehrlach; an der Friedhofskapelle (Standort) | Friedhofskreuze | bezeichnet mit „1805“ und „1870“ | D-6-74-153-51 | BW   |